# Podu Hagiului
Podu Hagiului – wieś w Rumunii, w okręgu Jassy, w gminie Gorban. W 2011 roku liczyła 612 mieszkańców.